# Copa de Castilla y León de baloncesto femenino
La Copa de Castilla y León de baloncesto femenino es una competición organizada por la Federación de Baloncesto de Castilla y León que enfrenta a los mejores equipos femeninos de baloncesto de Castilla y León en un triangular. La actual edición es la XVII, celebrada en 2017 y de la que salió vencedor el Perfumerías Avenida.

## Historial
| Ed.   | Año  | Campeón                           | Subcampeón                        | Rtdo.      |
| ----- | ---- | --------------------------------- | --------------------------------- | ---------- |
| I     | 2001 | Perfumerías Avenida               | CB Ciudad de Burgos               |            |
| II    | 2002 | Perfumerías Avenida               | CB Ciudad de Burgos               |            |
| III   | 2003 | Perfumerías Avenida               | Arranz Acinas Burgos              |            |
| IV    | 2004 | Perfumerías Avenida               |                                   |            |
| V     | 2005 | Perfumerías Avenida               |                                   |            |
| VI    | 2006 | Arranz Jopisa Burgos              | Acis Incosa León                  | 71-59      |
| VII   | 2007 | Perfumerías Avenida               | CB San José                       | 71-66      |
| VIII  | 2008 | Perfumerías Avenida               | CB Feve San José                  | 61-55      |
| IX    | 2009 | Perfumerías Avenida               | Soncisa Bembibre PDM              | 67-46      |
| X     | 2010 | Arranz Jopisa Burgos              | Perfumerías Avenida               | 72-63      |
| XI    | 2011 | Perfumerías Avenida               | Zamarat Caja Rural Tintos de Toro | Liguilla   |
| XII   | 2012 | Zamarat Caja Rural Tintos de Toro | Perfumerías Avenida               | 83-71      |
| XIII  | 2013 | Perfumerías Avenida               | Soncisa Bembibre PDM              | 72-54      |
| XIV   | 2014 | Perfumerías Avenida               | Zamarat Quesos El Pastor          | Triangular |
| XV    | 2015 | Perfumerías Avenida               | Embutidos Pajariel Bembibre PDM   | Triangular |
| XVI   | 2016 | Embutidos Pajariel Bembibre PDM   | Perfumerías Avenida               | Triangular |
| XVII  | 2017 | Perfumerías Avenida               | Embutidos Pajariel Bembibre PDM   | Triangular |
| XVIII | 2018 | Perfumerías Avenida               | Zamarat Quesos El Pastor          | Triangular |
| XIX   | 2019 | Zamarat Quesos El Pastor          | Perfumerías Avenida               | Triangular |
| XX    | 2020 | Perfumerías Avenida               | Embutidos Pajariel Bembibre PDM   | Triangular |
| XXI   | 2021 | Perfumerías Avenida               | Embutidos Pajariel Bembibre PDM   | Triangular |
| XXII  | 2022 | Perfumerías Avenida               | Embutidos Pajariel Bembibre PDM   | Triangular |

## Palmarés
- 17 títulos: Perfumerías Avenida.
- 2 títulos: Arranz Jopisa Burgos.
- 2 títulos: Club Deportivo Zamarat.
- 1 título: Embutidos Pajariel Bembibre PDM

## Resultados

### VI Copa FBCyL Femenina 2006
- Previa (12 de septiembre, Bembibre): Club Polideportivo Bembibre 64-65 Caja Rural Verona Norte

|  | Semifinales                | Semifinales      |   |                     | Final                   | Final |  |
|  |                            |                  |   |                     |                         |       |  |
|  |                            |                  |   |                     |                         |       |  |
|  | 16 de septiembre (Astorga) |                  |   |                     |                         |       |  |
|  | Acis Incosa León           | 74               |   |                     |                         |       |  |
|  | Caja Rural Verona Norte    | 67               |   |                     |                         |       |  |
|  |                            |                  |   |                     |                         |       |  |
|  |                            |                  |   |                     |                         |       |  |
|  |                            |                  |   |                     | Arranz Jopisa Burgos    | -     |  |
|  |                            | Acis Incosa León | - |                     |                         |       |  |
|  |                            |                  |   |                     |                         |       |  |
|  |                            |                  |   |                     |                         |       |  |
|  |                            |                  |   |                     | Tercer y cuarto puesto  |       |  |
|  | 1 de octubre (Burgos)      |                  |   |                     |                         |       |  |
|  | Arranz Jopisa Burgos       | 68               |   | Perfumerías Avenida | -                       |       |  |
|  | Perfumerías Avenida        | 44               |   |                     | Caja Rural Verona Norte | -     |  |

### VII Copa FBCyL Femenina 2007
- Previa (16 de octubre): Garbaprom Bembibre 54-70 CB San José

|  | Semifinales             | Semifinales   |    |                      | Final                   | Final |  |
|  |                         |               |    |                      |                         |       |  |
|  |                         |               |    |                      |                         |       |  |
|  | 23 de octubre           |               |    |                      |                         |       |  |
|  | Arranz Jopisa Burgos    | 76            |    |                      |                         |       |  |
|  | Perfumerías Avenida     | 82            |    |                      |                         |       |  |
|  |                         |               |    |                      |                         |       |  |
|  |                         |               |    |                      | 24 de octubre           |       |  |
|  |                         |               |    |                      | Perfumerías Avenida     | 71    |  |
|  |                         | CB San José   | 66 |                      |                         |       |  |
|  |                         |               |    |                      |                         |       |  |
|  |                         |               |    |                      |                         |       |  |
|  |                         |               |    |                      | Tercer y cuarto puesto  |       |  |
|  | 23 de octubre           | 23 de octubre |    | 24 de octubre        | 24 de octubre           |       |  |
|  | Caja Rural Verona Norte | 62            |    | Arranz Jopisa Burgos | 89                      |       |  |
|  | CB San José             | 73            |    |                      | Caja Rural Verona Norte | 68    |  |

### VIII Copa FBCyL Femenina 2008
- Fase previa (8, 11 y 13 de septiembre)

| # | Clasificación               | PJ | PG | PP | PF  | PC  | ARO   | BEM   | BUR   |
| - | --------------------------- | -- | -- | -- | --- | --- | ----- | ----- | ----- |
| 1 | Club Polideportivo Bembibre | 2  | 2  | 0  | 157 | 127 | x     | x     | 69-54 |
| 2 | Arranz Jopisa Burgos        | 2  | 1  | 1  | 132 | 137 | 78-68 | x     | x     |
| 3 | CB Aros                     | 2  | 0  | 2  | 141 | 166 | x     | 73-88 | x     |

- Final a cuatro

|  | Semifinales             | Semifinales      |    |                  | Final                   | Final |  |
|  |                         |                  |    |                  |                         |       |  |
|  |                         |                  |    |                  |                         |       |  |
|  | 23 de septiembre        |                  |    |                  |                         |       |  |
|  | Perfumerías Avenida     | 98               |    |                  |                         |       |  |
|  | CB Bembibre PDM         | 61               |    |                  |                         |       |  |
|  |                         |                  |    |                  |                         |       |  |
|  |                         |                  |    |                  | 24 de septiembre        |       |  |
|  |                         |                  |    |                  | Perfumerías Avenida     | 61    |  |
|  |                         | CB Feve San José | 55 |                  |                         |       |  |
|  |                         |                  |    |                  |                         |       |  |
|  |                         |                  |    |                  |                         |       |  |
|  |                         |                  |    |                  | Tercer y cuarto puesto  |       |  |
|  | 23 de septiembre        | 23 de septiembre |    | 24 de septiembre | 24 de septiembre        |       |  |
|  | Caja Rural Verona Norte | 58               |    | CB Bembibre PDM  | 66                      |       |  |
|  | CB Feve San José        | 75               |    |                  | Caja Rural Verona Norte | 69    |  |

### IX Copa FBCyL Femenina 2009
- Previa (15 de septiembre): Soncisa Bembibre PDM 69-61 CB Aros

|  | Semifinales           | Semifinales         |    |                       | Final                  | Final |  |
|  |                       |                     |    |                       |                        |       |  |
|  |                       |                     |    |                       |                        |       |  |
|  | 22 de septiembre      |                     |    |                       |                        |       |  |
|  | Arranz Jopisa Burgos  | 60                  |    |                       |                        |       |  |
|  | Soncisa Bembibre PDM  | 63                  |    |                       |                        |       |  |
|  |                       |                     |    |                       |                        |       |  |
|  |                       |                     |    |                       | 23 de septiembre       |       |  |
|  |                       |                     |    |                       | Soncisa Bembibre PDM   | 46    |  |
|  |                       | Perfumerías Avenida | 67 |                       |                        |       |  |
|  |                       |                     |    |                       |                        |       |  |
|  |                       |                     |    |                       |                        |       |  |
|  |                       |                     |    |                       | Tercer y cuarto puesto |       |  |
|  | 22 de septiembre      | 22 de septiembre    |    | 23 de septiembre      | 23 de septiembre       |       |  |
|  | Caja Rural Valbusenda | 68                  |    | Caja Rural Valbusenda | 66                     |       |  |
|  | Perfumerías Avenida   | 96                  |    |                       | Arranz Jopisa Burgos   | 60    |  |

### X Copa FBCyL Femenina 2010
- Fase previa (del 8 al 22 de septiembre)

| # | Clasificación             | PJ | PG | PP | PF  | PC  | ARO   | BEM   | BUR   | UVA   | ZAM   |
| - | ------------------------- | -- | -- | -- | --- | --- | ----- | ----- | ----- | ----- | ----- |
| 1 | Arranz Jopisa Burgos      | 4  | 3  | 1  | 297 | 231 | 89-57 | 77-53 | x     | x     | x     |
| 2 | Caja Rural Valbusenda     | 4  | 3  | 1  | 275 | 229 | 79-56 | x     | 76-72 | x     | x     |
| 3 | CB Aros                   | 4  | 2  | 2  | 234 | 267 | x     | 56-48 | x     | 65-51 | x     |
| 3 | Soncisa Bembibre PDM      | 4  | 2  | 2  | 221 | 243 | x     | x     | x     | 60-57 | 60-53 |
| 4 | Universidad de Valladolid | 4  | 0  | 4  | 194 | 251 | x     | x     | 45-59 | x     | 41-67 |

El campeón de la fase previa disputará la final contra el Perfumerías Avenida.
|  | Final                      |                      |    |  |
|  | Burgos, 4 de enero de 2011 |                      |    |  |
|  |                            |                      |    |  |
|  | Arranz Jopisa Burgos       | Arranz Jopisa Burgos | 72 |  |
|  | Arranz Jopisa Burgos       | Arranz Jopisa Burgos | 72 |  |
|  | Perfumerías Avenida        | Perfumerías Avenida  | 63 |  |
|  | Perfumerías Avenida        | Perfumerías Avenida  | 63 |  |

### XI Copa FBCyL Femenina 2011
- Liguilla (del 7 al 29 de septiembre)

| # | Clasificación             | PJ | PG | PP | PF  | PC  | AVE   | BUR   | ZAM   |
| - | ------------------------- | -- | -- | -- | --- | --- | ----- | ----- | ----- |
| 1 | Perfumerías Avenida       | 4  | 3  | 1  | 314 | 179 | X     | 122-3 | 55-61 |
| 2 | Caja Rural Tintos de Toro | 4  | 2  | 2  | 251 | 272 | 62-82 | 69-54 | x     |
| 3 | Jopisa Ciudad de Burgos   | 3  | 1  | 3  | 191 | 305 | 53-55 | x     | 70-59 |

### XII Copa FBCyL Femenina 2012
|  | Semifinales               | Semifinales         |    |                  | Final                     | Final |  |
|  |                           |                     |    |                  |                           |       |  |
|  |                           |                     |    |                  |                           |       |  |
|  | 14 de septiembre          |                     |    |                  |                           |       |  |
|  | Jopisa Ciudad de Burgos   | 61                  |    |                  |                           |       |  |
|  | Tintos de Toro Caja Rural | 68                  |    |                  |                           |       |  |
|  |                           |                     |    |                  |                           |       |  |
|  |                           |                     |    |                  | 16 de septiembre          |       |  |
|  |                           |                     |    |                  | Tintos de Toro Caja Rural | 83    |  |
|  |                           | Perfumerías Avenida | 71 |                  |                           |       |  |
|  |                           |                     |    |                  |                           |       |  |
|  |                           |                     |    |                  |                           |       |  |
|  |                           |                     |    |                  | Tercer y cuarto puesto    |       |  |
|  | 14 de septiembre          | 14 de septiembre    |    | 16 de septiembre | 16 de septiembre          |       |  |
|  | CB Bembibre PDM           | 70                  |    | CB Bembibre PDM  | 59                        |       |  |
|  | Perfumerías Avenida       | 73                  |    |                  | Jopisa Ciudad de Burgos   | 57    |  |

### XIII Copa FBCyL Femenina 2013
|  | Semifinales               | Semifinales         |    |  | Final            | Final |  |
|  |                           |                     |    |  |                  |       |  |
|  | 27 de Septiembre          |                     |    |  |                  |       |  |
|  | CB Bembibre PDM           | 67                  |    |  |                  |       |  |
|  | Tintos de Toro Caja Rural | 40                  |    |  |                  |       |  |
|  |                           |                     |    |  |                  |       |  |
|  |                           |                     |    |  | 29 de Septiembre |       |  |
|  |                           |                     |    |  | CB Bembibre PDM  | 54    |  |
|  |                           | Perfumerías Avenida | 72 |  |                  |       |  |
|  |                           |                     |    |  |                  |       |  |
|  |                           |                     |    |  |                  |       |  |
|  |                           |                     |    |  |                  |       |  |
|  | 27 de Septiembre          |                     |    |  |                  |       |  |
|  | Perfumerías Avenida       | 72                  |    |  |                  |       |  |
|  | Jopisa Ciudad de Burgos   | 60                  |    |  |                  |       |  |

- Datos: Q5787586